# Elezioni comunali in Sardegna del 2015
Le elezioni comunali in Sardegna del 2015 si tennero il 31 maggio (con ballottaggio l'14 giugno).

## Riepilogo Sindaci Eletti
| Provincia | Comune       | Sindaco uscente | Sindaco uscente         | Sindaco eletto | Sindaco eletto         | Primo turno | Primo turno          | Secondo turno | Secondo turno | Seggi   |        |       |         |
| --------- | ------------ | --------------- | ----------------------- | -------------- | ---------------------- | ----------- | -------------------- | ------------- | ------------- | ------- | ------ | ----- | ------- |
| Provincia | Comune       | Cagliari        | Quartu Sant'Elena       |                | Mauro Contini (FI)     |             | Stefano Delunas (PD) | 8.387         | 27,45         | Seggi   | 10.017 | 51,63 | 17 / 28 |
| Sestu     |              | Cagliari        | Aldo Pili (PD)          |                | Maria Paola Secci (RS) | 3.114       | 36,39                | 4.143         | 59,10         | 12 / 20 |        |       |         |
| Sassari   | Porto Torres |                 | Beniamino Scarpa (Ind.) |                | Sean Wheeler (M5S)     | 3.316       | 26,98                | 8.458         | 72,74         | 12 / 20 |        |       |         |
| Nuoro     | Nuoro        |                 | Alessandro Bianchi (PD) |                | Andrea Soddu (Ind.)    | 4.219       | 21,45                | 10.482        | 68,39         | 15 / 24 |        |       |         |

## Provincia di Cagliari

### Quartu Sant'Elena
| Candidati                              | Candidati                  | II turno             | II turno          | I turno | I turno | Liste                                | Voti   | %     | Seggi |
| Candidati                              | Candidati                  | Voti                 | %                 | Voti    | %       | Liste                                | Voti   | %     | Seggi |
| -------------------------------------- | -------------------------- | -------------------- | ----------------- | ------- | ------- | ------------------------------------ | ------ | ----- | ----- |
|                                        | Stefano Delunas ✔️ Sindaco | 10 017               | 51,63             | 8 387   | 27,45   | Partito Democratico                  | 4 825  | 16,47 | 11    |
| Quartu Riparte                         | Stefano Delunas ✔️ Sindaco | 10 017               | 51,63             | 8 387   | 27,45   | 1 495                                | 5,10   | 3     |       |
| Sardegna Vera                          | Stefano Delunas ✔️ Sindaco | 10 017               | 51,63             | 8 387   | 27,45   | 855                                  | 2,92   | 2     |       |
| Più Quartu                             | Stefano Delunas ✔️ Sindaco | 10 017               | 51,63             | 8 387   | 27,45   | 450                                  | 1,54   | 1     |       |
| Sinistra Sarda                         | Stefano Delunas ✔️ Sindaco | 10 017               | 51,63             | 8 387   | 27,45   | 399                                  | 1,36   | –     |       |
| RossoMori                              | Stefano Delunas ✔️ Sindaco | 10 017               | 51,63             | 8 387   | 27,45   | 167                                  | 0,57   | –     |       |
| Federazione dei Verdi                  | Stefano Delunas ✔️ Sindaco | 10 017               | 51,63             | 8 387   | 27,45   | 122                                  | 0,42   | –     |       |
|                                        | Mauro Contini              | 9 383                | 48,37             | 7 247   | 23,71   | Forza Italia                         | 3 757  | 12,82 | 3     |
| Podenus                                | Mauro Contini              | 9 383                | 48,37             | 7 247   | 23,71   | 1 307                                | 4,46   | 1     |       |
| Partito Sardo d'Azione                 | Mauro Contini              | 9 383                | 48,37             | 7 247   | 23,71   | 976                                  | 3,33   | –     |       |
| Fratelli d'Italia - Alleanza Nazionale | Mauro Contini              | 9 383                | 48,37             | 7 247   | 23,71   | 713                                  | 2,43   | –     |       |
| Noi con Salvini                        | Mauro Contini              | 9 383                | 48,37             | 7 247   | 23,71   | 491                                  | 1,68   | –     |       |
| Destra Sociale - Forza Quartu          | Mauro Contini              | 9 383                | 48,37             | 7 247   | 23,71   | 87                                   | 0,30   | –     |       |
| Seggio di coalizione                   | Seggio di coalizione       | Seggio di coalizione | 48,37             | 7 247   | 23,71   | 1                                    |        |       |       |
|                                        | Antonio Pani               | Antonio Pani         | Antonio Pani      | 5 845   | 19,13   | Movimento Popolare Unidos            | 1 877  | 6,41  | 1     |
| Sardegna20Venti                        | Antonio Pani               | Antonio Pani         | Antonio Pani      | 5 845   | 19,13   | 1 712                                | 5,84   | 1     |       |
| Cittadini per Flumini e Quartu         | Antonio Pani               | Antonio Pani         | Antonio Pani      | 5 845   | 19,13   | 821                                  | 2,80   | –     |       |
| Quartu Metropolitana                   | Antonio Pani               | Antonio Pani         | Antonio Pani      | 5 845   | 19,13   | 785                                  | 2,68   | –     |       |
| Movimento Civico                       | Antonio Pani               | Antonio Pani         | Antonio Pani      | 5 845   | 19,13   | 375                                  | 1,28   | –     |       |
| Patto per Quartu                       | Antonio Pani               | Antonio Pani         | Antonio Pani      | 5 845   | 19,13   | 197                                  | 0,67   | –     |       |
| Seggio di coalizione                   | Seggio di coalizione       | Seggio di coalizione | Antonio Pani      | 5 845   | 19,13   | 1                                    |        |       |       |
|                                        | Guido Sbandi               | Guido Sbandi         | Guido Sbandi      | 3 196   | 10,46   | Movimento 5 Stelle                   | 2 783  | 9,50  | –     |
| Seggio di coalizione                   | Seggio di coalizione       | Seggio di coalizione | Guido Sbandi      | 3 196   | 10,46   | 1                                    |        |       |       |
|                                        | Gabriele Marini            | Gabriele Marini      | Gabriele Marini   | 2 263   | 7,41    | Riformatori Sardi                    | 1 212  | 4,14  | –     |
| Periferie al Centro                    | Gabriele Marini            | Gabriele Marini      | Gabriele Marini   | 2 263   | 7,41    | 465                                  | 1,59   | –     |       |
| Fortza Paris                           | Gabriele Marini            | Gabriele Marini      | Gabriele Marini   | 2 263   | 7,41    | 158                                  | 0,54   | –     |       |
| Seggio di coalizione                   | Seggio di coalizione       | Seggio di coalizione | Gabriele Marini   | 2 263   | 7,41    | 1                                    |        |       |       |
|                                        | Davide Galantuomo          | Davide Galantuomo    | Davide Galantuomo | 2 209   | 7,23    | Patto dei Democratici per le Riforme | 1 442  | 4,92  | –     |
| Partito Liberale Italiano              | Davide Galantuomo          | Davide Galantuomo    | Davide Galantuomo | 2 209   | 7,23    | 458                                  | 1,56   | –     |       |
| Basta Tasse                            | Davide Galantuomo          | Davide Galantuomo    | Davide Galantuomo | 2 209   | 7,23    | 73                                   | 0,25   | –     |       |
| Seggio di coalizione                   | Seggio di coalizione       | Seggio di coalizione | Davide Galantuomo | 2 209   | 7,23    | 1                                    |        |       |       |
|                                        | Elsa Olla                  | Elsa Olla            | Elsa Olla         | 1 120   | 3,67    | Quartu al Centro                     | 1 052  | 3,59  | –     |
|                                        | Monica Mascia              | Monica Mascia        | Monica Mascia     | 292     | 0,96    | Quartu in Comune                     | 242    | 0,83  | –     |
| Totale                                 | Totale                     | 19 400               | 100               | 30 559  | 100     |                                      | 29 296 | 100   | 28    |
|                                        |                            |                      |                   |         |         |                                      |        |       |       |
| Fonte: Ministero dell'interno          |                            |                      |                   |         |         |                                      |        |       |       |

### Sestu
| Candidati                        | Candidati                    | II turno             | II turno             | I turno | I turno | Liste                  | Voti  | %     | Seggi |
| Candidati                        | Candidati                    | Voti                 | %                    | Voti    | %       | Liste                  | Voti  | %     | Seggi |
| -------------------------------- | ---------------------------- | -------------------- | -------------------- | ------- | ------- | ---------------------- | ----- | ----- | ----- |
|                                  | Maria Paola Secci ✔️ Sindaco | 4 143                | 59,10                | 3 114   | 36,39   | Riformatori Sardi      | 1 963 | 23,64 | 8     |
| Forza Italia                     | Maria Paola Secci ✔️ Sindaco | 4 143                | 59,10                | 3 114   | 36,39   | 992                    | 11,95 | 4     |       |
|                                  | Annetta Crisponi             | 2 867                | 40,90                | 2 990   | 34,94   | Partito Democratico    | 1 105 | 13,31 | 2     |
| Sestu Domani                     | Annetta Crisponi             | 2 867                | 40,90                | 2 990   | 34,94   | 792                    | 9,54  | 1     |       |
| Polo Civico                      | Annetta Crisponi             | 2 867                | 40,90                | 2 990   | 34,94   | 539                    | 6,49  | 1     |       |
| Sinistra Ecologia Libertà        | Annetta Crisponi             | 2 867                | 40,90                | 2 990   | 34,94   | 377                    | 4,54  | –     |       |
| RossoMori - Sinistra Sarda - PSI | Annetta Crisponi             | 2 867                | 40,90                | 2 990   | 34,94   | 230                    | 2,77  | –     |       |
| Seggio di coalizione             | Seggio di coalizione         | Seggio di coalizione | 40,90                | 2 990   | 34,94   | 1                      |       |       |       |
|                                  | Maria Fabiola Cardia         | Maria Fabiola Cardia | Maria Fabiola Cardia | 1 597   | 18,66   | Movimento 5 Stelle     | 1 486 | 17,90 | 1     |
| Seggio di coalizione             | Seggio di coalizione         | Seggio di coalizione | Maria Fabiola Cardia | 1 597   | 18,66   | 1                      |       |       |       |
|                                  | Maria Cristina Perra         | Maria Cristina Perra | Maria Cristina Perra | 538     | 6,29    | Costruiamo Liberamente | 530   | 6,38  | –     |
| Seggio di coalizione             | Seggio di coalizione         | Seggio di coalizione | Maria Cristina Perra | 538     | 6,29    | 1                      |       |       |       |
|                                  | Antonio Mura                 | Antonio Mura         | Antonio Mura         | 319     | 3,73    | Alternativi ai Partiti | 288   | 3,47  | –     |
| Totale                           | Totale                       | 7 010                | 100                  | 8 558   | 100     |                        | 8 302 | 100   | 20    |
|                                  |                              |                      |                      |         |         |                        |       |       |       |
| Fonte: Ministero dell'interno    |                              |                      |                      |         |         |                        |       |       |       |

## Provincia di Nuoro

### Nuoro
| Candidati                     | Candidati               | II turno             | II turno          | I turno | I turno | Liste               | Voti   | %     | Seggi |
| Candidati                     | Candidati               | Voti                 | %                 | Voti    | %       | Liste               | Voti   | %     | Seggi |
| ----------------------------- | ----------------------- | -------------------- | ----------------- | ------- | ------- | ------------------- | ------ | ----- | ----- |
|                               | Andrea Soddu ✔️ Sindaco | 10 482               | 68,39             | 4 219   | 21,45   | Scegliamo Nuoro     | 874    | 4,58  | 4     |
| La Base                       | Andrea Soddu ✔️ Sindaco | 10 482               | 68,39             | 4 219   | 21,45   | 736                 | 3,86   | 3     |       |
| Partito Sardo d'Azione        | Andrea Soddu ✔️ Sindaco | 10 482               | 68,39             | 4 219   | 21,45   | 735                 | 3,85   | 3     |       |
| Ripensiamo Nuoro              | Andrea Soddu ✔️ Sindaco | 10 482               | 68,39             | 4 219   | 21,45   | 608                 | 3,19   | 2     |       |
| La Città in Comune            | Andrea Soddu ✔️ Sindaco | 10 482               | 68,39             | 4 219   | 21,45   | 489                 | 2,56   | 2     |       |
| Atene Sarda                   | Andrea Soddu ✔️ Sindaco | 10 482               | 68,39             | 4 219   | 21,45   | 238                 | 1,25   | 1     |       |
|                               | Alessandro Bianchi      | 4 844                | 31,61             | 5 889   | 29,95   | Partito Democratico | 2 881  | 15,09 | 2     |
| Partito dei Sardi - CD        | Alessandro Bianchi      | 4 844                | 31,61             | 5 889   | 29,95   | 1 112               | 5,83   | 1     |       |
| La Nuoro che Vogliamo         | Alessandro Bianchi      | 4 844                | 31,61             | 5 889   | 29,95   | 1 075               | 5,63   | 1     |       |
| Partito Socialista Italiano   | Alessandro Bianchi      | 4 844                | 31,61             | 5 889   | 29,95   | 902                 | 4,73   | –     |       |
| Sinistra Ecologia Libertà     | Alessandro Bianchi      | 4 844                | 31,61             | 5 889   | 29,95   | 843                 | 4,42   | –     |       |
| RossoMori                     | Alessandro Bianchi      | 4 844                | 31,61             | 5 889   | 29,95   | 550                 | 2,88   | –     |       |
| Seggio di coalizione          | Seggio di coalizione    | Seggio di coalizione | 31,61             | 5 889   | 29,95   | 1                   |        |       |       |
|                               | Basilio Brodu           | Basilio Brodu        | Basilio Brodu     | 3 250   | 16,53   | Nuova Nuoro         | 1 028  | 5,39  | 1     |
| Insieme si Può                | Basilio Brodu           | Basilio Brodu        | Basilio Brodu     | 3 250   | 16,53   | 831                 | 4,35   | –     |       |
| Riformisti per Nuoro          | Basilio Brodu           | Basilio Brodu        | Basilio Brodu     | 3 250   | 16,53   | 524                 | 2,75   | –     |       |
| Riformatori Sardi             | Basilio Brodu           | Basilio Brodu        | Basilio Brodu     | 3 250   | 16,53   | 394                 | 2,06   | –     |       |
| AP Nuoro                      | Basilio Brodu           | Basilio Brodu        | Basilio Brodu     | 3 250   | 16,53   | 345                 | 1,81   | –     |       |
| Seggio di coalizione          | Seggio di coalizione    | Seggio di coalizione | Basilio Brodu     | 3 250   | 16,53   | 1                   |        |       |       |
|                               | Salvatore Lai           | Salvatore Lai        | Salvatore Lai     | 2 355   | 11,97   | Movimento 5 Stelle  | 1 838  | 9,63  | –     |
| Seggio di coalizione          | Seggio di coalizione    | Seggio di coalizione | Salvatore Lai     | 2 355   | 11,97   | 1                   |        |       |       |
|                               | Pierluigi Saiu          | Pierluigi Saiu       | Pierluigi Saiu    | 2 262   | 11,50   | Uniti per Nuoro     | 1 555  | 8,15  | –     |
| Prima Nuoro                   | Pierluigi Saiu          | Pierluigi Saiu       | Pierluigi Saiu    | 2 262   | 11,50   | 221                 | 1,16   | –     |       |
| Seggio di coalizione          | Seggio di coalizione    | Seggio di coalizione | Pierluigi Saiu    | 2 262   | 11,50   | 1                   |        |       |       |
|                               | Stefano Mannironi       | Stefano Mannironi    | Stefano Mannironi | 1 691   | 8,60    | Idea Comune         | 1 309  | 6,86  | –     |
| Totale                        | Totale                  | 15 326               | 100               | 19 666  | 100     |                     | 19 088 | 100   | 24    |
|                               |                         |                      |                   |         |         |                     |        |       |       |
| Fonte: Ministero dell'interno |                         |                      |                   |         |         |                     |        |       |       |

## Provincia di Sassari

### Porto Torres
| Candidati                     | Candidati               | II turno             | II turno         | I turno | I turno | Liste                  | Voti   | %     | Seggi |
| Candidati                     | Candidati               | Voti                 | %                | Voti    | %       | Liste                  | Voti   | %     | Seggi |
| ----------------------------- | ----------------------- | -------------------- | ---------------- | ------- | ------- | ---------------------- | ------ | ----- | ----- |
|                               | Sean Wheeler ✔️ Sindaco | 8 458                | 72,74            | 3 316   | 26,98   | Movimento 5 Stelle     | 2 679  | 22,55 | 12    |
|                               | Luciano Mura            | 3 169                | 27,26            | 3 683   | 29,96   | Partito Democratico    | 1 618  | 13,62 | 2     |
| Proposizione                  | Luciano Mura            | 3 169                | 27,26            | 3 683   | 29,96   | 811                    | 6,83   | 1     |       |
| Centro Democratico            | Luciano Mura            | 3 169                | 27,26            | 3 683   | 29,96   | 736                    | 6,19   | –     |       |
| Sinistra Ecologia Libertà     | Luciano Mura            | 3 169                | 27,26            | 3 683   | 29,96   | 508                    | 4,28   | –     |       |
| Partito dei Sardi             | Luciano Mura            | 3 169                | 27,26            | 3 683   | 29,96   | 330                    | 2,78   | –     |       |
| Seggio di coalizione          | Seggio di coalizione    | Seggio di coalizione | 27,26            | 3 683   | 29,96   | 1                      |        |       |       |
|                               | Costantino Ligas        | Costantino Ligas     | Costantino Ligas | 2 854   | 23,22   | Partito Sardo d'Azione | 1 222  | 10,28 | 1     |
| Porto Torres X Noi            | Costantino Ligas        | Costantino Ligas     | Costantino Ligas | 2 854   | 23,22   | 695                    | 5,85   | 1     |       |
| Sardegna Vera                 | Costantino Ligas        | Costantino Ligas     | Costantino Ligas | 2 854   | 23,22   | 649                    | 5,46   | –     |       |
| Porto Torres è Viva           | Costantino Ligas        | Costantino Ligas     | Costantino Ligas | 2 854   | 23,22   | 392                    | 3,30   | –     |       |
| Seggio di coalizione          | Seggio di coalizione    | Seggio di coalizione | Costantino Ligas | 2 854   | 23,22   | 1                      |        |       |       |
|                               | Massimo Mulas           | Massimo Mulas        | Massimo Mulas    | 1 404   | 11,42   | Autonomia Popolare     | 740    | 6,23  | –     |
| Ci Siamo                      | Massimo Mulas           | Massimo Mulas        | Massimo Mulas    | 1 404   | 11,42   | 349                    | 2,94   | –     |       |
| Parità per Porto Torres       | Massimo Mulas           | Massimo Mulas        | Massimo Mulas    | 1 404   | 11,42   | 233                    | 1,96   | –     |       |
| Seggio di coalizione          | Seggio di coalizione    | Seggio di coalizione | Massimo Mulas    | 1 404   | 11,42   | 1                      |        |       |       |
|                               | Gilda Usai              | Gilda Usai           | Gilda Usai       | 770     | 6,26    | Gilda Sindaco          | 707    | 5,95  | –     |
|                               | Nicola Franca           | Nicola Franca        | Nicola Franca    | 265     | 2,16    | Casa Comune            | 213    | 1,79  | –     |
| Totale                        | Totale                  | 11 627               | 100              | 12 292  | 100     |                        | 11 882 | 100   | 20    |
|                               |                         |                      |                  |         |         |                        |        |       |       |
| Fonte: Ministero dell'interno |                         |                      |                  |         |         |                        |        |       |       |